# تكيس غضروفي خارجي
التكيس الغضروفي الخارجي هي آفة كيسية واضحة المعالم تقع بمحاذاة الحافة المحيطية في الهلالة - وهي جزء من الركبة - وترتبط غالبًا مع تمزق غضروف الركبة.

## العلامات والأعراض
آلام وتورم أو تكتل بؤري على مستوى المفصل. وقد يكون الألم نتيجةً لتمزق غضروف الركبة، أو لانتفاخ محفظة الركبة، أو كليهما. يتنوع التكتل بشكل متناسق من اللين أو المتموج إلى الصلب. كما يتباين الحجم كذلك، حيث من المعلوم أن التكيس الغضروفي الخارجي يتغير حجمه مع انثناء/تمدد الركبة.

## السبب
تم اقتراح عدة مسببات للمرض منها الرضّة، والنزف، والعدوى المزمنة، والتنكّس المخاطي. وتذكر النظريات المقبولة على نطاق واسع أن التكيس الغضروفي الخارجي يحدث نتيجة لبثق في السائل الزلالي من خلال تمزق أفقي ممتد في غضروف الركبة، مما يتراكم خارج محفظة المفصل. المنشأ الأكثر شيوعًا للتكيس الغضروفي الخارجي هو حافة المفصل الجانبي، وتصيب في الغالب الرجال من سن 20 إلى 40.

## التشخيص
يعد التصوير بالرنين المغناطيسي هو حاسة الاختيار عند تشخيص التكيس الغضروفي الخارجي. ففي أدق حالاتها، يظهر التكيس الغضروفي الخارجي كنقط تكتل ذات حدة إشارة عالية داخل الهلالة المتورمة. ومن النادر أن يخطئ علماء الأشعة في تمييز هذا النوع من التكيس الغضروفي الخارجي، حيث إن حدة الإشارة لا تكون كبيرة كالتي تصدر من الزلال على متواليات مرجحة T2. 2 وعندما ينبثق الزلال في الأنسجة اللينة المجاورة، يبدأ الهلالة المتورمة في اتخاذ شكل طبيعي أكثر، ويبعث الزلال المنبثق إشارة ذات حدة T2 أعلى، مماثلة للتي تصدرها التكيسات الغضروفية.
التمزقات الأفقية الهلالية الإنسية التي تتطور لتصبح تكيس غضروفي خارجي.
صور مستويات تشريحية من نوع T2 لتمزق أفقي في الهلالة الإنسية يتمدد ليصير تكيسًا هلاليًا.
التكيس الغضروفي الأنسي الكبير.

## العلاج
يتكون علاج التكيس الغضروفي الخارجي من تخفيف الضغط على التكيس (تخفيف الضغط على المفصل الداخلي في مقابل استئصال التكيس المفتوح)، وعلاج أية عوارض شاذة تطرأ على الهلالة عن طريق تنظير المفصل. وترتفع معدلات النجاح بشكل كبيرعندما تتم معالجة التكيس وتمزق الهلالة معًا، بالمقارنة بعملية علاج مرض واحد فقط.

## العلامات والأعراض
تتمثل في تورم في المفصل، يصاحبه ألم في بعض الأحيان.

## الأسباب
تنكس مخاطي متعدد المراكز غير معروف المصدر.

## التشخيص
قد يكون التشخيص الافتراضي للمرض ممكنًا في حالة اختفاء التورم نسبيًا عند ثني الركبة. ويمكن كذلك رؤيته على جهاز الرنين المغناطيسي (MRI).

## العلاج
يكون العلاج باستئصال الأنسجة المصابة من خلال الجراحة المفتوحة، من خلال عمل شق مباشر في الورم. 
وفي العادة لا يمكن عمل استئصال عن طريق التنظير المفصلي.